# Sójka błękitna
Sójka błękitna, sroka błękitna (Cyanopica cyanus) – gatunek średniej wielkości ptaka z rodziny krukowatych (Corvidae). Zamieszkuje wschodnią Azję – Chiny, Koreę, Japonię, Mongolię i południowo-wschodnią Rosję. Nie jest zagrożony wyginięciem.

## Charakterystyka
Sylwetką przypomina srokę zwyczajną. Długość ciała 36–38 cm; masa ciała: samce 80–118 g, samice 76–112 g; rozpiętość skrzydeł: 38–40 cm. Obie płcie są do siebie podobne.
Zwykle widywana w gwarnych stadkach, przelatując „gęsiego” z drzewa na drzewo z przeciągłym i wznoszącym się kszrrriii; wydaje też terkot zakończony krótkim kłiit, zduszone trele i inne krótkie dźwięki. Lokalnie dosyć liczna w lasach piniowych, sadach i gajach.

## Systematyka
Wyróżnia się od 2 do 8 podgatunków C. cyanus. Autorzy Handbook of the Birds of the World wyróżnili następujące podgatunki:
- C. cyanus cyanus (Pallas, 1776) – północno-zachodnia i północna Mongolia do południowo-wschodniej Rosji i północno-wschodnich Chin.
- C. cyanus stegmanni Meise, 1932 – południowa część prowincji Heilongjiang (północno-wschodnie Chiny).
- C. cyanus koreensis Yamashina, 1939 – Korea.
- C. cyanus japonica Parrot, 1905 – środkowa Japonia (północne i środkowe Honsiu).
- C. cyanus kansuensis Meise, 1937 – północno-środkowe Chiny (północno-wschodnia część prowincji Qinghai, zachodnia Gansu i północno-zachodni Syczuan).
- C. cyanus interposita Hartert, 1917 – północne Chiny (od Ningxia, wschodniej Gansu i Shaanxi na wschód po Hebei i Szantung).
- C. cyanus swinhoei Hartert, 1903 – wschodnio-środkowe i wschodnie Chiny (północny i środkowy Syczuan do Zhejiang i Jiangxi).

Serwis Birds of the World wyróżnia dodatkowy, ósmy podgatunek:
- C. cyanus pallescens Stegmann, 1931 – środkowa i dolna część dorzecza Amuru[7].

Międzynarodowy Komitet Ornitologiczny (IOC) wyróżnia obecnie tylko dwa podgatunki: C. c. cyanus i C. c. japonica, traktując podgatunki stegmanni, koreensis, kansuensis, interposita i swinhoei jako synonimy podgatunku nominatywnego.
Klasyfikowana obecnie jako odrębny gatunek sójka iberyjska (Cyanopica cooki), występująca w Europie na Półwyspie Iberyjskim, często uznawana była za podgatunek sójki błękitnej; sądzono, że została sprowadzona w XVI wieku z Azji przez żeglarzy, lecz odnaleziono w jaskiniach kości datowane na ponad 44 tysiące lat, co oznacza, że jest to ptak naturalnie tu występujący.

## Status
Międzynarodowa Unia Ochrony Przyrody (IUCN) klasyfikuje sójkę błękitną jako gatunek najmniejszej troski (LC, Least Concern). Liczebność populacji nie została oszacowana, ale ptak ten opisywany jest jako szeroko rozpowszechniony i lokalnie pospolity. Trend liczebności populacji oceniany jest jako wzrostowy.